# Can Yücel
Can Yücel (Isztambul, 1926. augusztus 21. – Datça, 1999. augusztus 12.) török költő, híres arról, hogy verseiben a köznyelvet használta.

## Élete
Can Yücel apja Hasan Ali Yücel oktatási miniszter volt, aki nagy hatással volt a törökországi oktatásügyre, nagyapja pedig az Oszmán Birodalom hajóskapitánya, aki az Ertuğrul fregatt katasztrófájakor vesztette életét. Yücel az Ankarai Egyetemen és a Cambridge-i Egyetemen tanult latint és ógörögöt. Később fordítóként dolgozott különféle nagykövetségeken, valamint a BBC londoni stúdiójának török nyelvi részlegén. 1958-ban visszatért Törökországba, ahol rövid ideig idegenvezetőként dolgozott Bodrumban és Marmarisban, majd Isztambulba költözött, ahol szabadúszó fordítóként dolgozott és verseket kezdett írni.
Élete vége felé Törökország délnyugati részén telepedett le, egy félszigeten álló távoli városkában, Datçában. Itt halt meg torokrákban. Sírja számos látogatót vonz. Güler Yücellel kötött házasságából két lánya – Güzel és Su –, és egy fia – Hasan – született.

## Stílusa
Can Yücel közismert volt arról, hogy verseiben szleng és vulgáris szavakat is használ, még kritikusai is egyetértettek azonban abban, hogy elismerést érdemel az, ahogyan a szavakat egyszerű, közérthető módon használja. Fő témái és ihletadó forrásai a természet, az emberek, az események, a fogalmak, az izgalom, az érzékelés, az érzelmek. Családja rendkívül fontos volt neki, szeretteit számos költeményében említi („Kislányomnak, Sunak”, „Güzelnek”, „Apámat szerettem a legjobban életemben”).
Yücel Shakespeare, García Lorca és Brecht műveit is fordította törökre, ezek a fordításai kreativitása miatt saját jogukon is klasszikusnak számítanak Törökországban.

## Fordítás
- Ez a szócikk részben vagy egészben  a   Can Yücel című angol Wikipédia-szócikk ezen változatának fordításán alapul.  Az eredeti cikk szerkesztőit annak laptörténete sorolja fel. Ez a jelzés csupán a megfogalmazás eredetét és a szerzői jogokat jelzi, nem szolgál a cikkben szereplő információk forrásmegjelöléseként.

## Külső hivatkozások
- Selected poems in English
- Biography and works
- A short biography
- Hayatı Ve Şiirleri
- Can Yücel
  - Şiirleri - Poems